# Serpent (roman)
Pour les articles homonymes, voir Serpent (homonymie).
Serpent (titre original : Serpent) est un thriller de Clive Cussler et Paul Kemprecos paru en 1999.

## Personnages
- Kurt Austin